# Bùi Quang Huy
Bùi Quang Huy (24 luglio 1982) è un ex calciatore vietnamita, di ruolo portiere.

## Carriera

### Club
Comincia a giocare al Nam Định. Nel 2011 passa al Vicem Hải Phòng. Nel 2012 viene acquistato dal The Vissai N.B., in cui milita fino al 2013.

### Nazionale
Ha debuttato in nazionale nel 2004. Ha partecipato, con la nazionale, alla Coppa d'Asia 2007. Ha collezionato in totale, con la maglia della nazionale, 10 presenze.